# NGC 4970
NGC 4970 este o galaxie lenticulară situată în constelația Hidra. A fost descoperită în 26 martie 1789 de către William Herschel. Se află la o distanță de 39,81 de megaparseci de Pământ.